# Audi Q8
Audi Q8 je luxusní SUV vyšší střední třídy vyráběné od roku 2018 německou automobilkou Audi. Je vlajkovou lodí SUV řady Audi Q. Všechny modely jsou vyráběny ve slovenské Bratislavě a v ruské Kaluze.

## Představení modelů

### Audi Q8 (2018–)
Koncept základního modelu Q8 byl poprvé představen veřejnosti na americkém veletrhu North American International Auto Show v Detroitu. K jeho úplnému odhalení došlo však až v květnu 2018 na akci Audi Brand Summit v čínském Šen-čenu. V Evropě se začal prodávat v srpnu téhož roku. Rychlostní limit má nastaven na 250 km/h, jeho zvýšení není u tohoto modelu možné. 
Od října 2020 je v nabídce také plug-in hybridní verze. 
V listopadu 2021 byly oznámeny plány na vydání čistě elektrické verze v roce 2026. 
Pro tento model je k dispozici zvýhodněný paket Technology.

### Audi SQ8 (2019–)
Sportovní model SQ8 byl představen a vydán o rok později, v červnu 2019. Kromě vyššího výkonu (až 373 kW) navíc nabízí například podsvícené prahy dveří, komfortnější sportovní sedadla, kožený volant nebo na přání také panoramatické střešní okno. Rychlostní limit má nastaven na 250 km/h, jeho zvýšení rovněž není u tohoto modelu možné.  
Pro tento model je taktéž k dispozici zvýhodněný paket Technology. 

### Audi RS Q8 (2020–)
Nejvýkonnější model RS Q8 byl představen v listopadu 2020 na každoročním americkém veletrhu LA Auto Show. Svůj turbodmychadly dvakrát přeplňovaný zážehový osmiválec o objemu 4.0 l a výkonu 441 kW (600 HP) sdílí s Audi RS6. V základu má rychlostní limit nastaven na 250 km/h, přičemž po zakoupení paketu Dynamic Plus zrychlí až na 305 km/h. Samozřejmostí zůstávají sportovně laděné sedačky. 

## Vzhled a konstrukce
Jedná se o 5dveřové, 5místné SUV postavené na platformě Volkswagen Group MLB Evo a vycházející z většího modelu Q7. Karoserie je zkonstruována převážně z hliníku, v menší míře potom také z oceli. Zákazníci mají na výběr buď ze standardních LED, nebo z Matrix LED předních světlometů. Zadní světla jsou pak založena na technologii OLED.

Interiér
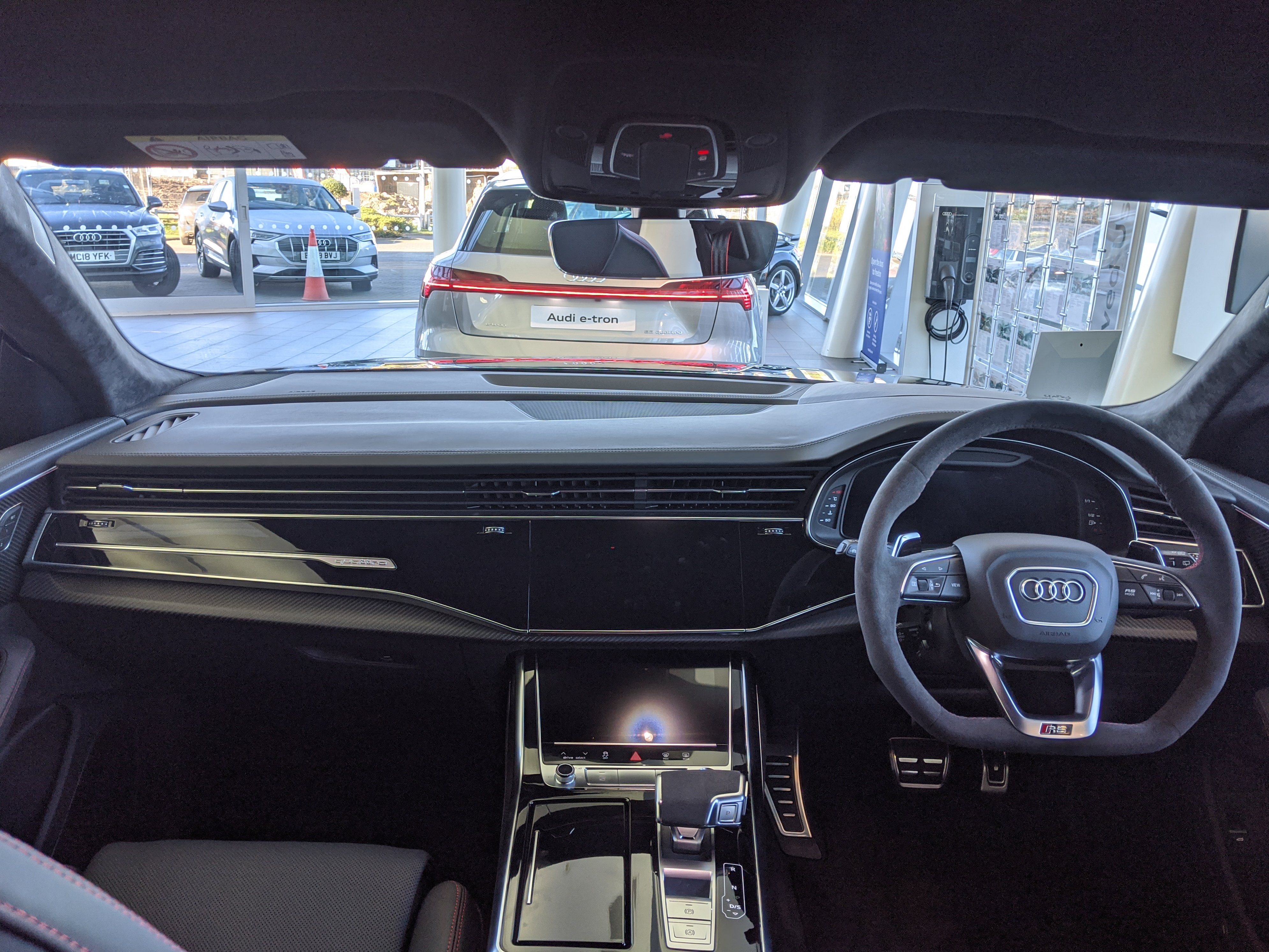

Exteriér
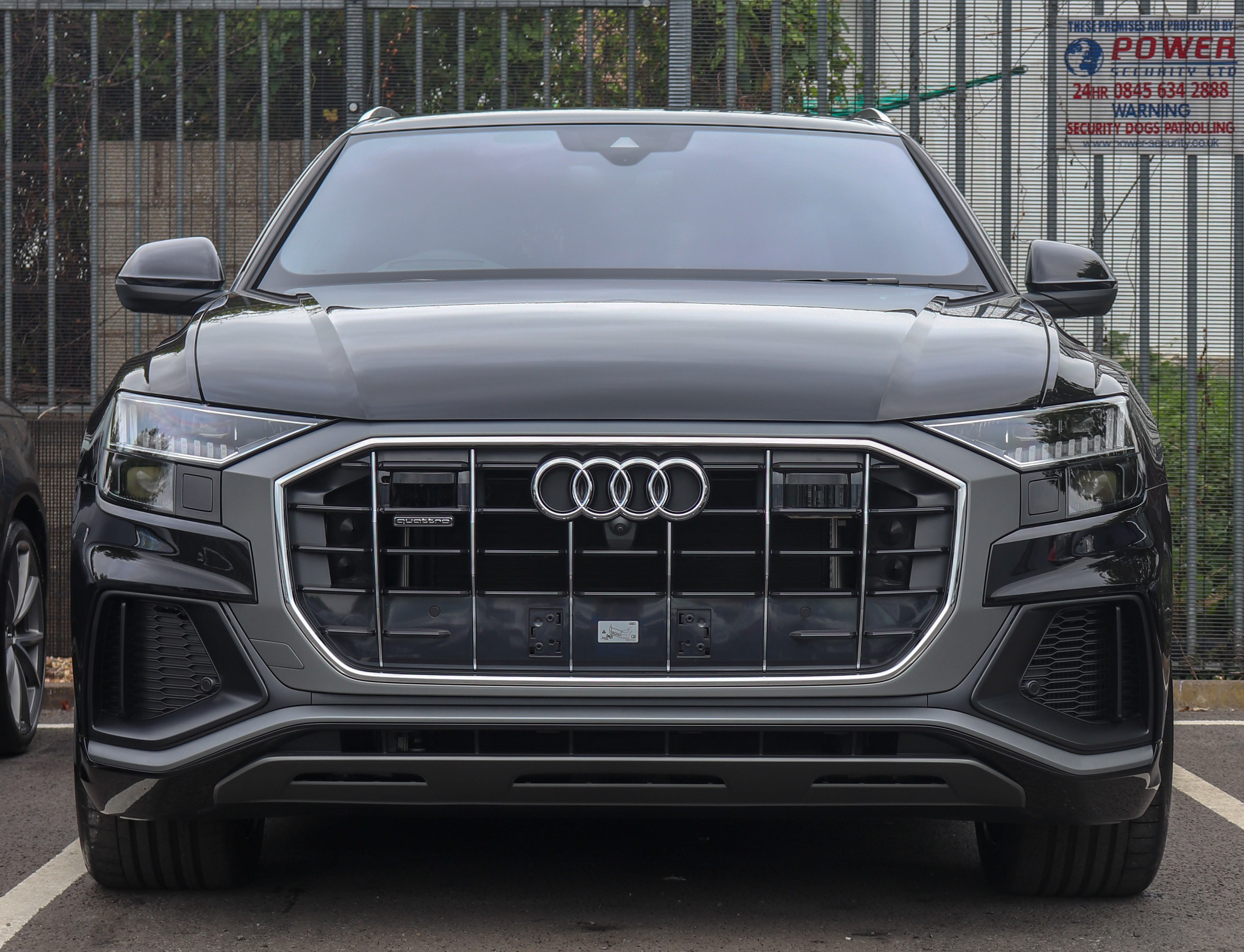
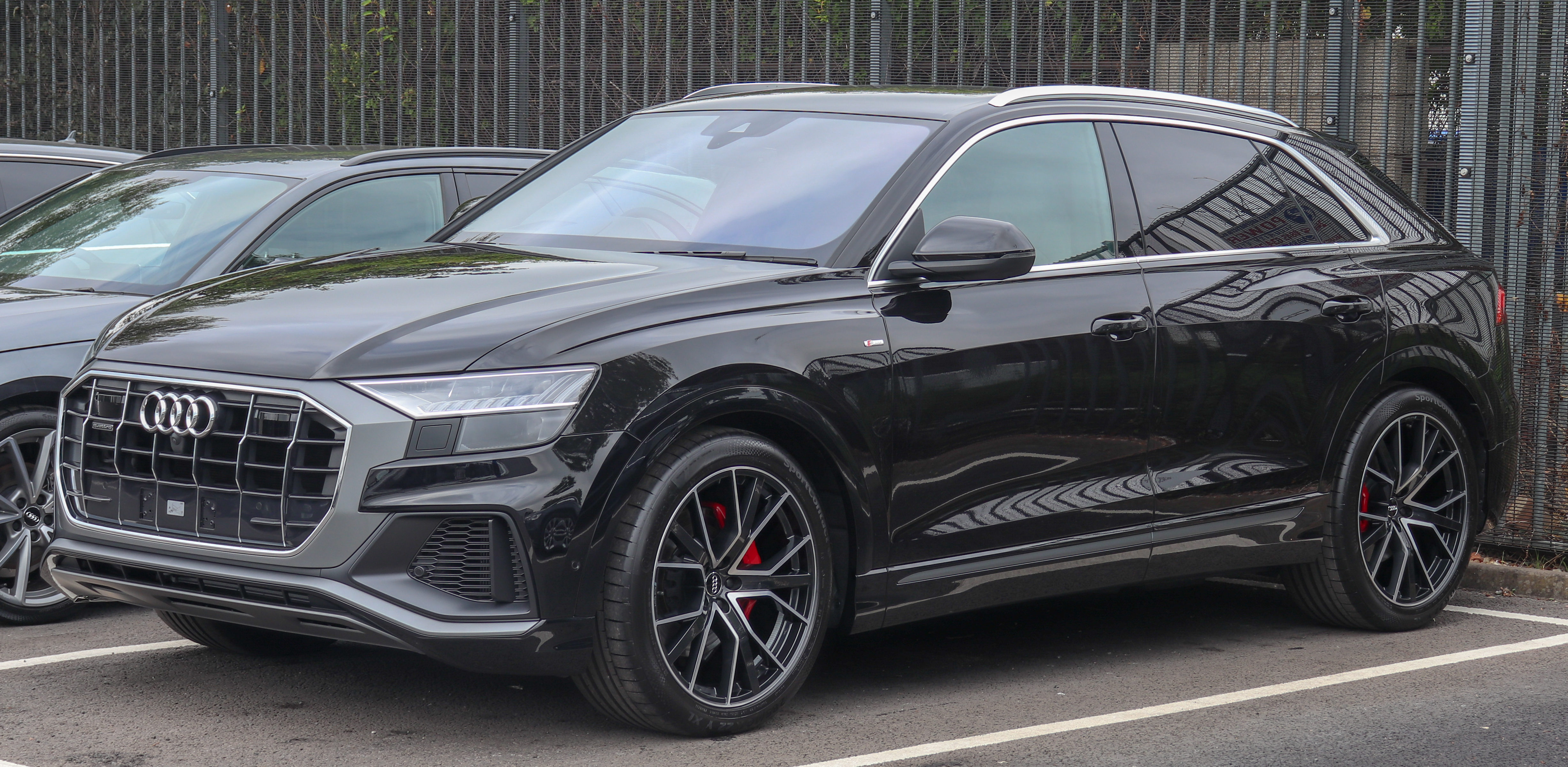
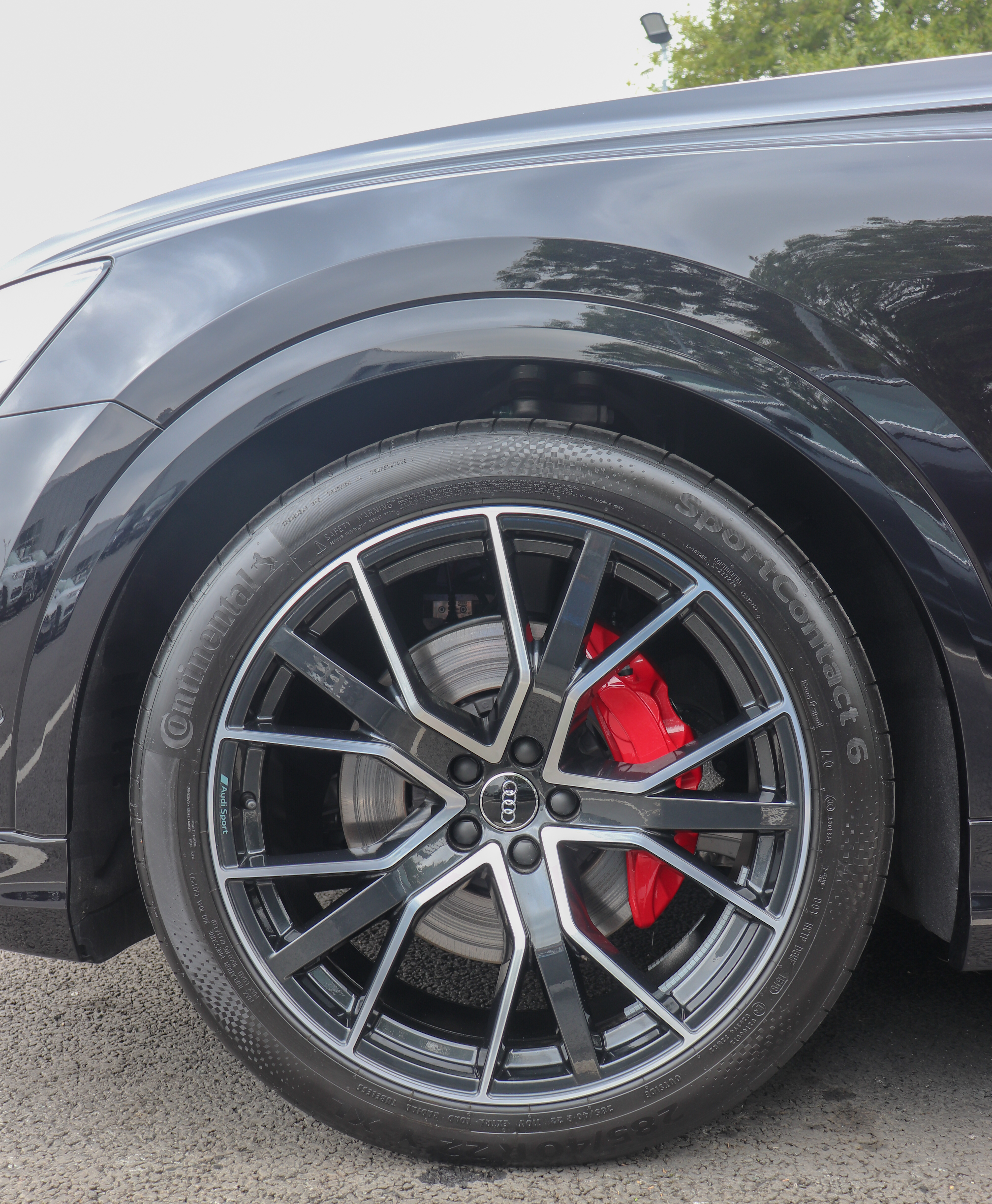
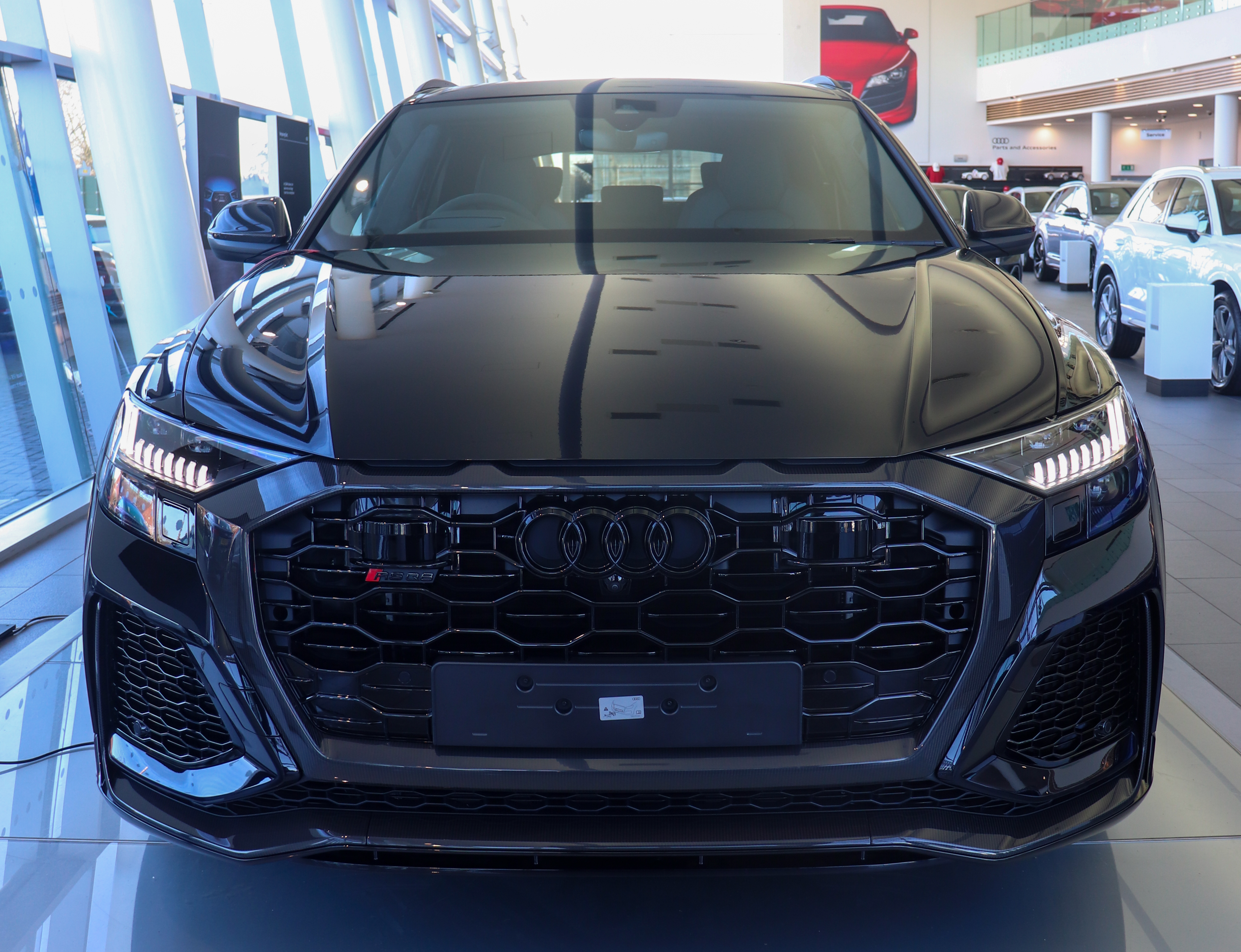
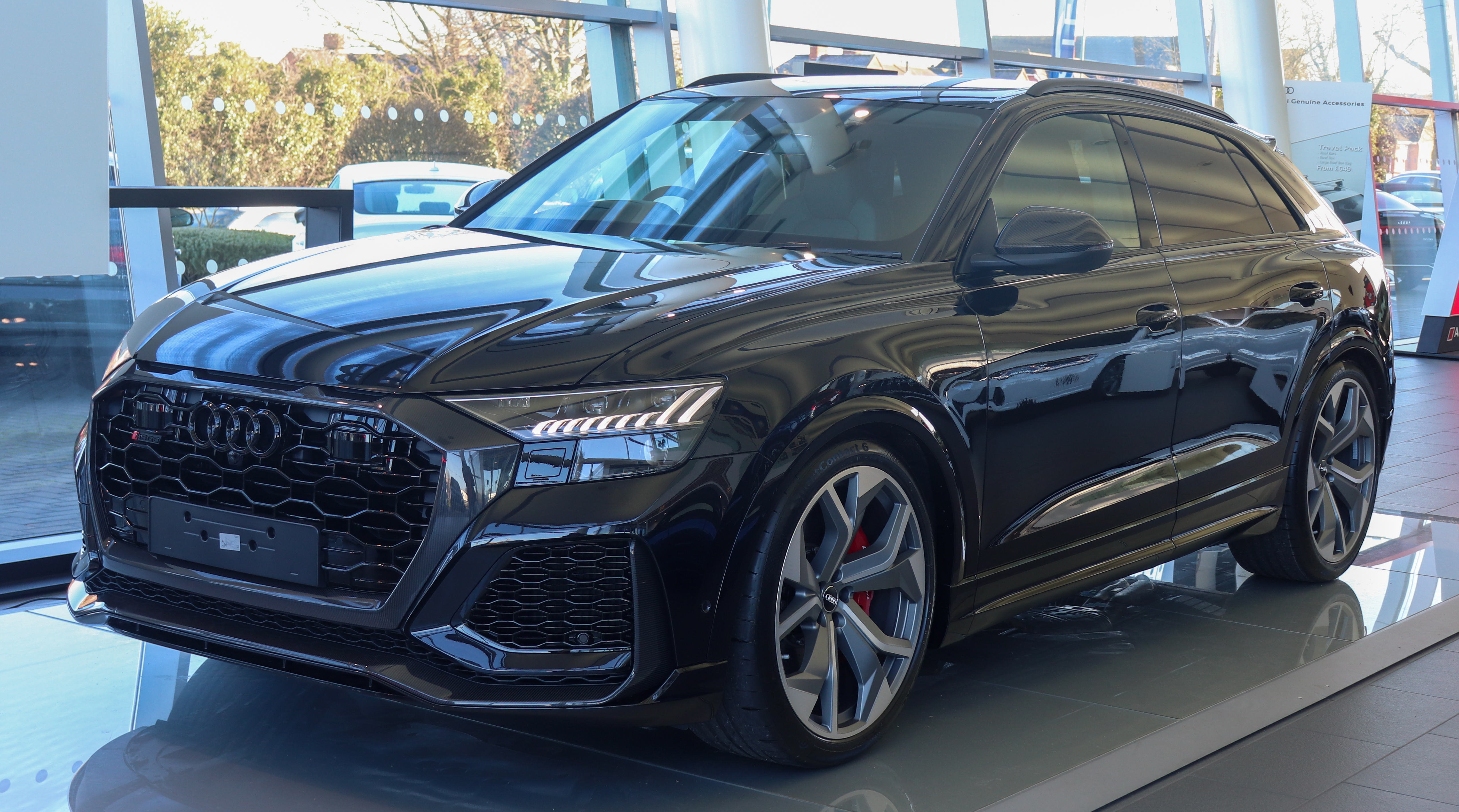
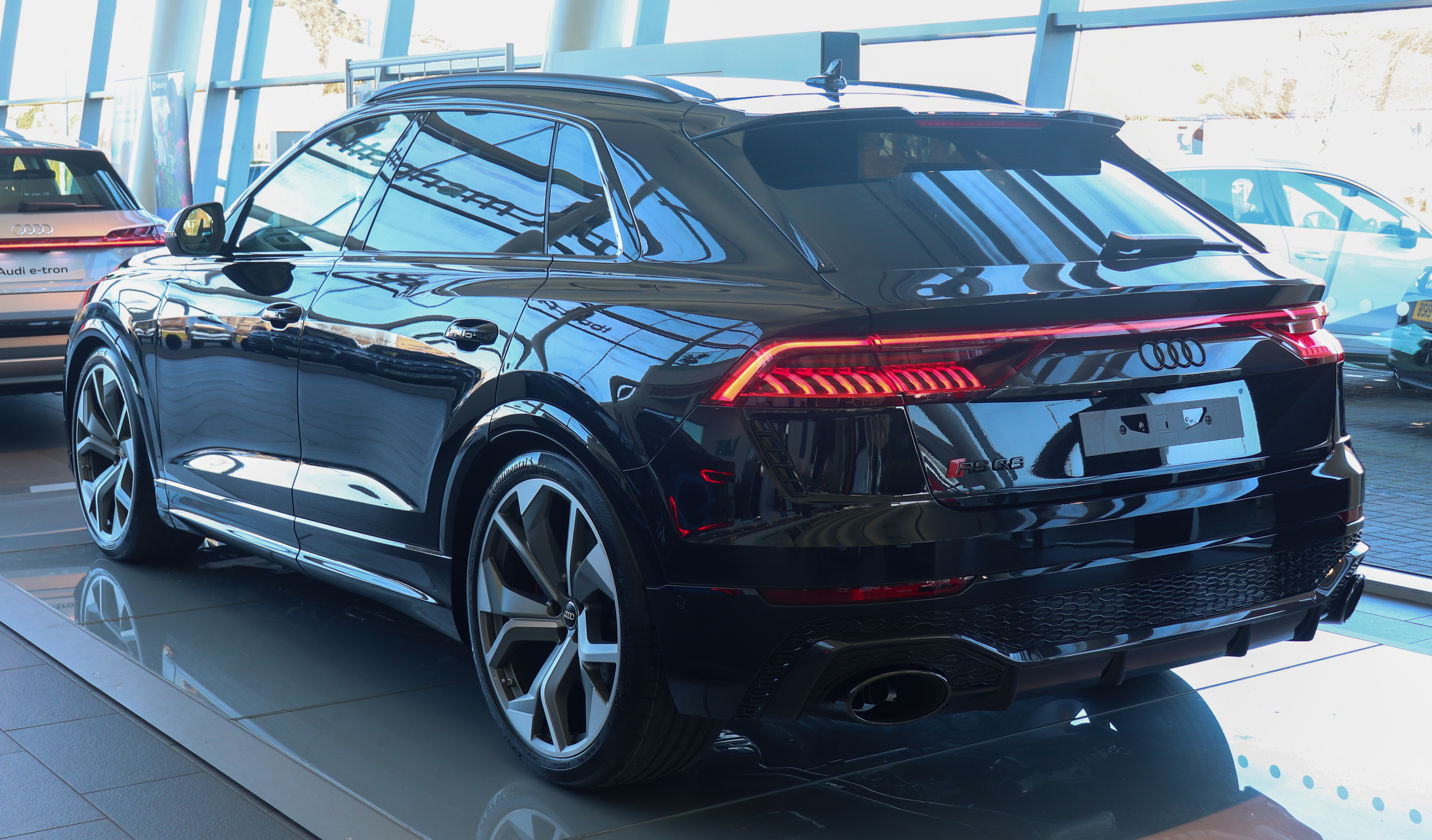
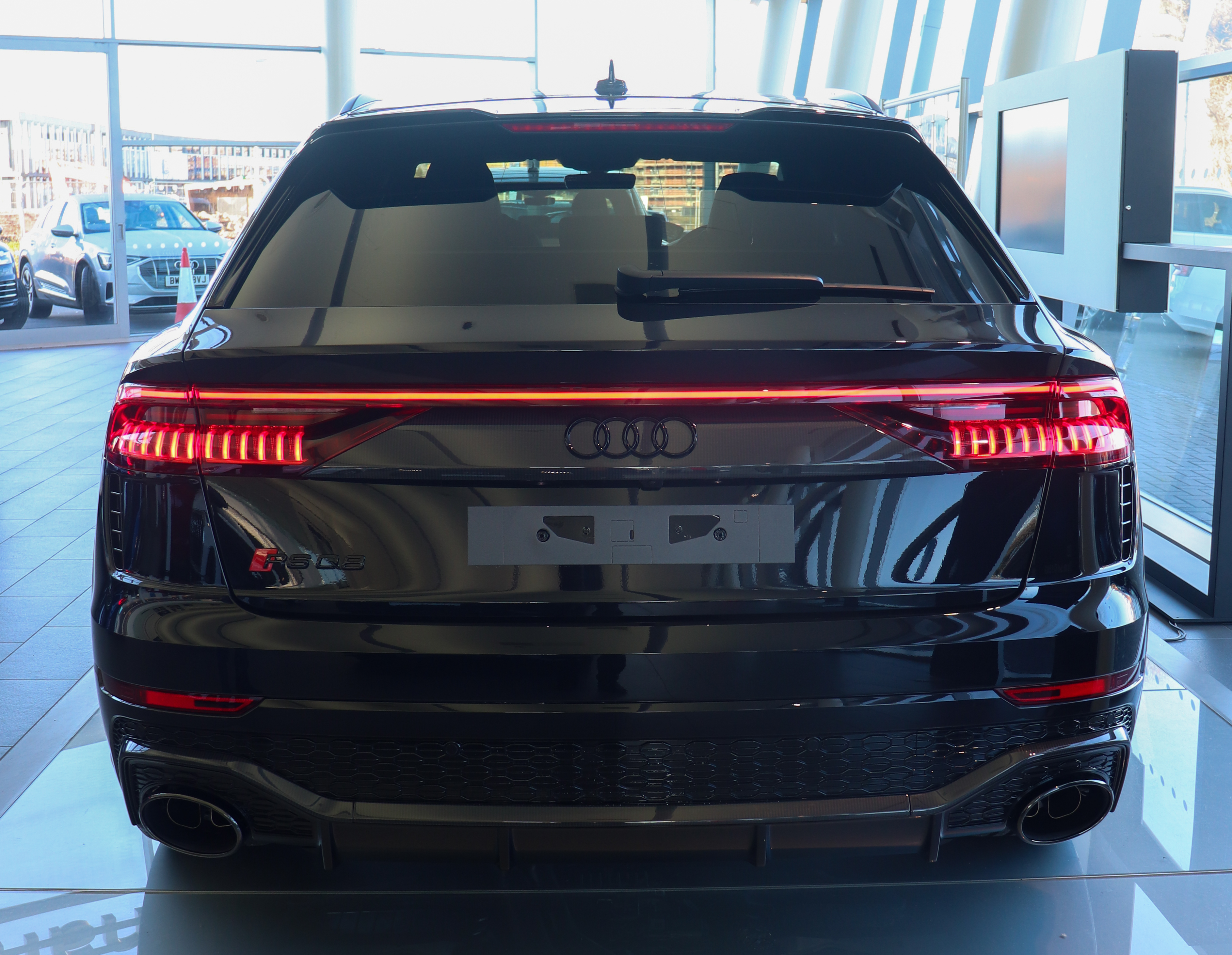

## Technické údaje

### Rozměry
|                | Délka   | Šířka bez zrcátek | Šířka se zrcátky | Výška   | Rozvor náprav | Objem kufru | Objem nádrže | Nejvyšší hmotnost | Pohotovostní hmotnost | Kola   |
| -------------- | ------- | ----------------- | ---------------- | ------- | ------------- | ----------- | ------------ | ----------------- | --------------------- | ------ |
| Audi Q8 TFSI e | 4986 mm | 1995 mm           | 2190 mm          | 1705 mm | 2995 mm       | 505 l       | 75 l         | 3045 kg           | 2430–2440 kg          | 19–23" |
| Audi Q8        | 4986 mm | 1995 mm           | 2190 mm          | 1705 mm | 2995 mm       | 605 l       | 85 l         | 2820–2890 kg      | 2100–2160 kg          | 19–23" |
| Audi SQ8       | 5006 mm | 1995 mm           | 2190 mm          | 1708 mm | 2996 mm       | 605 l       | 85 l         | 2960–3100 kg      | 2345–2365 kg          | 19–23" |
| Audi RS Q8     | 5012 mm | 1995 mm           | 2190 mm          | 1694 mm | 2998 mm       | 605 l       | 85 l         | 3015 kg           | 2315 kg               | 19–23" |

### Motorizace

#### MHEV
Na výběr je hned ze 6 motorů, všech doplněných o technologii MHEV snižující spotřebu paliva:
|                           | Audi Q8                    | Audi Q8                    | Audi Q8                    | Audi SQ8                   | Audi SQ8                   | Audi RS Q8                   |
| ------------------------- | -------------------------- | -------------------------- | -------------------------- | -------------------------- | -------------------------- | ---------------------------- |
| Značení motoru            | 45 TDI quattro tiptronic   | 50 TDI quattro tiptronic   | 55 TFSI quattro tiptronic  | SQ8 TDI quattro tiptronic  | SQ8 TFSI quattro tiptronic | RS Q8 TFSI quattro tiptronic |
| Výkon motoru              | 170 kW (3500–5000 ot./min) | 210 kW (3500–4000 ot./min) | 250 kW (5000–6400 ot./min) | 320 kW (3750–4750 ot./min) | 373 kW (5500 ot./min)      | 441 kW (6000 ot./min)        |
| Točivý moment             | 500 Nm (1500–3000 ot./min) | 600 Nm (1750–3250 ot./min) | 500 Nm (1370–4500 ot./min) | 900 Nm (1250–3250 ot./min) | 770 Nm (2000–4000 ot./min) | 800 Nm (2200–4500 ot./min)   |
| Zrychlení z 0 na 100 km/h | 7,1 s                      | 6,1 s                      | 5,9 s                      | 4,8 s                      | 4,1 s                      | 3,8 s                        |
| Průměrná spotřeba         | 6,9–7,2 l/100 km           | 7,1–7,3 l/100 km           | 8,6–8,9 l/100 km           | 8,9–9,3 l/100 km           | 12,0–12,1 l/100 km         | 12,1–12,3 l/100 km           |
| Maximální rychlost        | 226 km/h                   | 241 km/h                   | 250 km/h                   | 250 km/h                   | 250 km/h                   | 305 km/h                     |
| Zdvihový objem            | 3.0 l                      | 3.0 l                      | 3.0 l                      | 4.0 l                      | 4.0 l                      | 4.0 l                        |
| Počet válců / ventilů     | 6 / 24                     | 6 / 24                     | 6 / 24                     | 8 / 32                     | 8 / 32                     | 8 / 32                       |
| Pohon kol                 | quattro                    | quattro                    | quattro                    | quattro                    | quattro                    | quattro                      |
| Převodovka                | 8stupňová tiptronic        | 8stupňová tiptronic        | 8stupňová tiptronic        | 8stupňová tiptronic        | 8stupňová tiptronic        | 8stupňová tiptronic          |
| Emisní norma              | Euro 6d                    | Euro 6d                    | Euro 6d                    | Euro 6d                    | Euro 6d                    | Euro 6d                      |

#### PHEV
Na výběr je ze 2 výkonových verzí:
|                             | Audi Q8 TFSI e              | Audi Q8 TFSI e              |
| --------------------------- | --------------------------- | --------------------------- |
| Značení motorů              | 55 TFSI e quattro tiptronic | 60 TFSI e quattro tiptronic |
| Výkon                       | 280 kW                      | 340 kW                      |
| Točivý moment               | 600 Nm                      | 700 Nm                      |
| Zrychlení z 0 na 100 km/h   | 5,8 s                       | 5,4 s                       |
| Průměrná spotřeba paliva    | 2,6–2,8 l/100 km            | 2,7–2,8 l/100 km            |
| Průměrná spotřeba elektřiny | 21,9–22,9 kWh/100 km        | 22,6–22,9 kWh/100 km        |
| Dojezd na elektřinu         | 44–47 km                    | 44–45 km                    |
| Kapacita akumulátoru        | 17,9 kWh                    | 17,9 kWh                    |
| Maximální rychlost          | 240 km/h                    | 240 km/h                    |
| Zdvihový objem              | 3.0 l                       | 3.0 l                       |
| Počet válců / ventilů       | 6 / 24                      | 6 / 24                      |
| Pohon kol                   | quattro                     | quattro                     |
| Převodovka                  | 8stupňová tiptronic         | 8stupňová tiptronic         |
| Emisní norma                | Euro 6d                     | Euro 6d                     |